# 板垣久美子
板垣 久美子（いたがき くみこ）日本の女性ランドスケープアーキテクトで株式会社緑の風景計画代表取締役社長。一般社団法人ランドスケープコンサルタンツ協会理事・関東支部長。
技術士（建設部門 - 都市及び地方計画）、一級建築士、一級造園施工管理技士、登録ランドスケープアーキテクト。
八木造景研究所を経て、2001年5月緑の風景計画入社。
2024年6月、第46回日本公園緑地協会北村賞を受賞。